# Eustache Le Sueur
Pour les articles homonymes, voir Lesueur.
Eustache Le Sueur, ou Lesueur, né à Paris le 19 novembre 1616 et mort dans la même ville le 30 avril 1655 est un peintre et dessinateur français.
Artiste de style classique, il est considéré comme l'un des fondateurs de la peinture française classique et parfois surnommé « le Raphaël français ». Le compositeur Jean-François Le Sueur (1760-1837) passe pour être son petit-neveu.

## Biographie

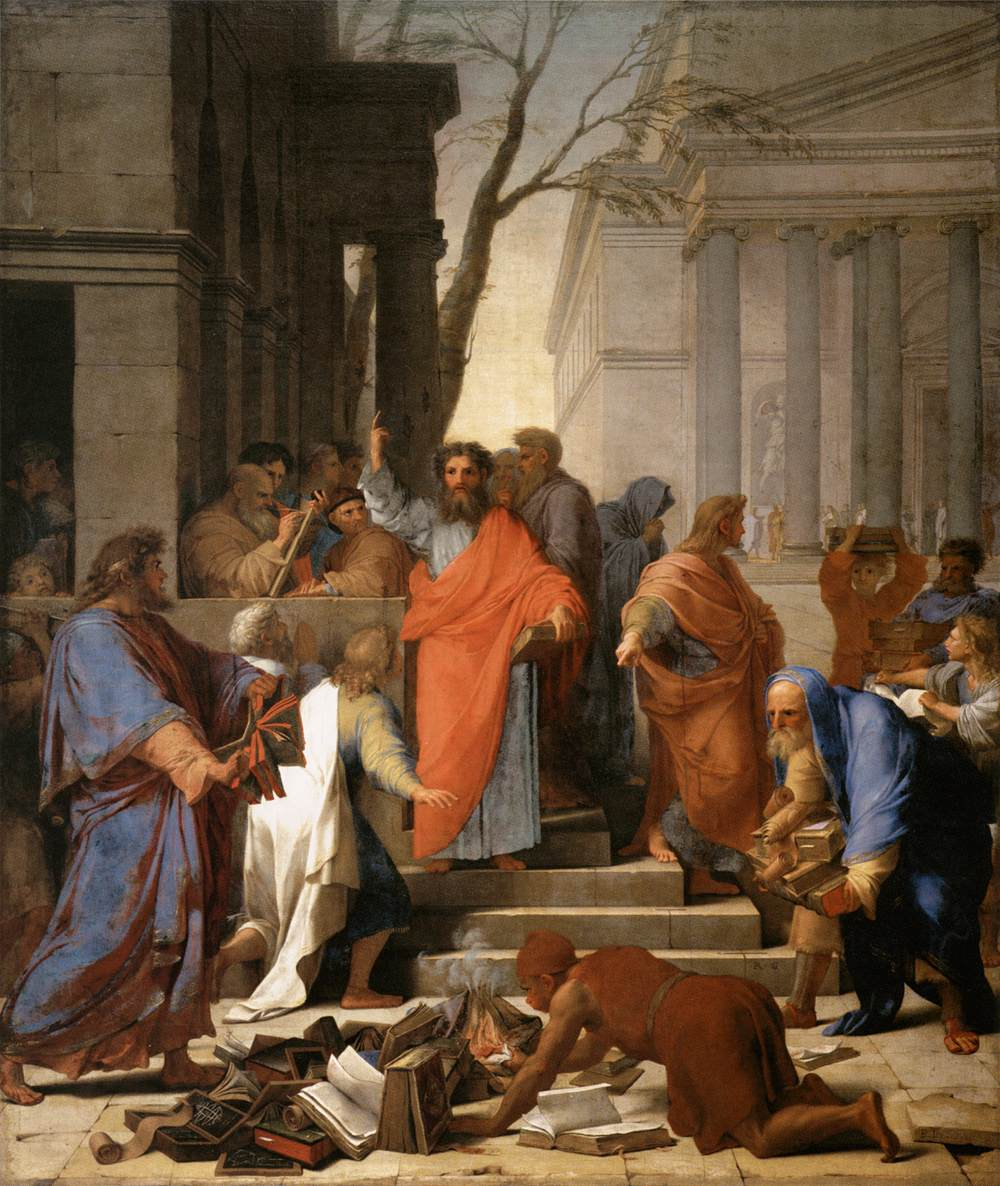
La Prédication de saint Paul à Éphèse (1649), Paris, musée du Louvre.

Eustache Le Sueur naît à Paris le 19 novembre 1616. Fils d'un tourneur sur bois nommé Cathelin Le Sueur, il devient, à partir de 1632, élève de Simon Vouet, premier peintre du Roi, le plus réputé et apprécié des peintres parisiens de l'époque. Au cours de la dizaine d'années qu'il passe dans l'atelier de Vouet — où sont également élèves Charles Le Brun et Pierre Mignard —, il apprend le métier de peintre et de décorateur.
Contrairement à ses condisciples, il n'a pas l'opportunité de se rendre en Italie pour parfaire sa formation, comme c'était alors la coutume pour les peintres qui entendaient acquérir un solide métier et faire carrière. C'est donc par la fréquentation des grands palais royaux tels que Fontainebleau et de collections privées parisiennes riches en peintures italiennes du XVIe siècle que le jeune Le Sueur a l'occasion d'étudier les grands peintres de la Renaissance et du début du XVIIe siècle.
Ses premiers tableaux sont exécutés d'après des dessins de son maître Simon Vouet et sous sa direction. On y décèle déjà son talent et l'élaboration d'un style personnel : il peint avec une facilité empreinte de lyrisme des compositions caractérisées par une rigueur et un dépouillement toujours plus marqués au fur et à mesure qu'il se détache de l'influence de son maître. À cet égard, si les premiers tableaux du cycle qu'il a peint sur le thème du Songe de Polyphile (cinq sont aujourd'hui conservés dans des musées) se caractérisent par une accumulation de figures et par l'absence d'un véritable souci de composition, les derniers sont moins opulents et plus équilibrés et manifestent une plus grande maîtrise de son art de la part de l'artiste. Cela ne l'empêche pas pour autant de réutiliser des compositions mises au point par Vouet, et qui ont fait sa célébrité, tels que des Vierges à l'enfant et des Saintes Familles, qu'il traite cependant avec plus de sobriété et de retenue.
En 1645, il entreprit son premier ouvrage conséquent, le cycle de la Vie de saint Bruno, commande de 22 tableaux sur la vie du saint destinés à décorer le cloître de la chartreuse de Paris. Ces œuvres, achetées par Louis XVI, firent leur entrée dans les collections royales en 1776 et sont aujourd'hui conservées à Paris au musée du Louvre. Cette grande commande l'occupa, lui et quelques aides, pendant trois années. C'est avec ce cycle religieux que son style évolue vers plus de sévérité, les personnages de ses tableaux adoptant des attitudes nobles dans des scènes aux compositions très calculées. Les coloris s'éclaircissent et la perspective est particulièrement travaillée. C'est cette orientation, inspirée de l'exemple classique de Poussin (qui a travaillé à Paris de 1640 à 1642, avant de regagner Rome), qui se retrouve dans sa production ultérieure.
Dans les années 1640-1650, Le Sueur fut l'un des membres fondateurs ainsi que l'un des premiers professeurs de l'Académie royale de peinture et de sculpture, alors que le nouveau style classique s'impose dans la peinture parisienne de l'époque — les historiens parlent à cet égard d'un atticisme parisien, un style sobre et équilibré empreint de références à l'antique. Au même moment, Le Sueur travaille également pour la riche clientèle parisienne privée, décorant plusieurs hôtels particuliers de la capitale. Les sujets qu'il traite sont le plus souvent issus du grand genre, la peinture d'histoire, qu'elle soit antique ou biblique. Artiste très apprécié, il est notamment retenu pour la décoration de l'hôtel Lambert, sur l'île Saint-Louis, où il avait déjà eu l'occasion de travailler quelques années auparavant. Il peint en particulier cinq tableaux représentant les neuf Muses et un plafond, Phaëton demande à Apollon de conduire son char, pour la chambre des Muses. Toutes ces œuvres sont aujourd'hui conservées au Louvre. Il réalise également la décoration du cabinet des Bains, conservée in situ jusqu'à sa destruction lors d'un incendie qui ravage l'hôtel Lambert dans la nuit du 9 au 10 juillet 2013. Avec la fin de la Fronde en 1653 et le retour de l'ordre, les commandes royales reprennent et Le Sueur participe à la rénovation du palais du Louvre. Il travaille dans l'appartement des bains d'Anne d'Autriche et à la chambre de Louis XIV, alors tout jeune roi de France. Des allégories à caractère politique qu'il réalise pour ces décors, il ne reste que quelques tableaux, dispersés entre divers musées. On conserve néanmoins plusieurs dessins préparatoires pour ces décors perdus. Le Sueur reçoit également des commandes de la part d'ordres religieux : en 1654 par exemple, il peint quatre tableaux pour l'abbaye bénédictine de Marmoutier-lès-Tours (aujourd'hui répartis entre le musée des Beaux-Arts de Tours et le musée du Louvre).
Son art reflète une volonté de dépouillement fort rare pour l'époque, afin, sans doute, de marquer la différence entre peinture décorative et académisante de ses contemporains. On le comparait parfois aux primitifs italiens. Il est aujourd'hui considéré comme un des peintres les plus personnels du XVIIe siècle, un de ceux qui surent échapper, du moins en partie, à l'empire de l'académisme issu du baroque italien.
On lui attribuait auparavant le décor des murs et de la voûte de l'église de Pont-sur-Seine dans l'Aube d'après de cartons de Philippe de Champaigne, mais les spécialistes de la peinture du XVIIe siècle, à commencer par Pierre Rosenberg, attribuent désormais le décor à Champaigne lui-même, avec une très forte certitude. En tant que dessinateur, il est connu entre autres pour ses illustrations du Songe de Polyphile. Il est le grand-oncle du peintre Pierre Le Sueur (Paris, XVIIIe siècle-Bordeaux, 1786).

## Réception critique
Considéré comme l'un des fondateurs du classicisme français, aux côtés de Poussin et de Le Brun, celui que l'on surnommait le « Raphaël français » a été critiqué dès le XIXe siècle, où il passait pour un peintre pieux, mièvre et académique.
Théophile Gautier, par exemple, n'appréciait pas vraiment Lesueur. Il le cite dans un poème dédié au peintre espagnol Francisco de Zurbarán :
Tes moines, Lesueur, près de ceux-là sont fades.

Zurbaran de Séville a mieux rendu que toi

Leurs yeux plombés d'extase et leurs têtes malades […]
La redécouverte par les historiens de l'art du XVIIe siècle français au XXe siècle a permis de rendre sa juste place à Le Sueur parmi les peintres majeurs de cette époque en montrant la variété de son art, toujours très réfléchi et en constante évolution.

Œuvres d'Eustache Le Sueur
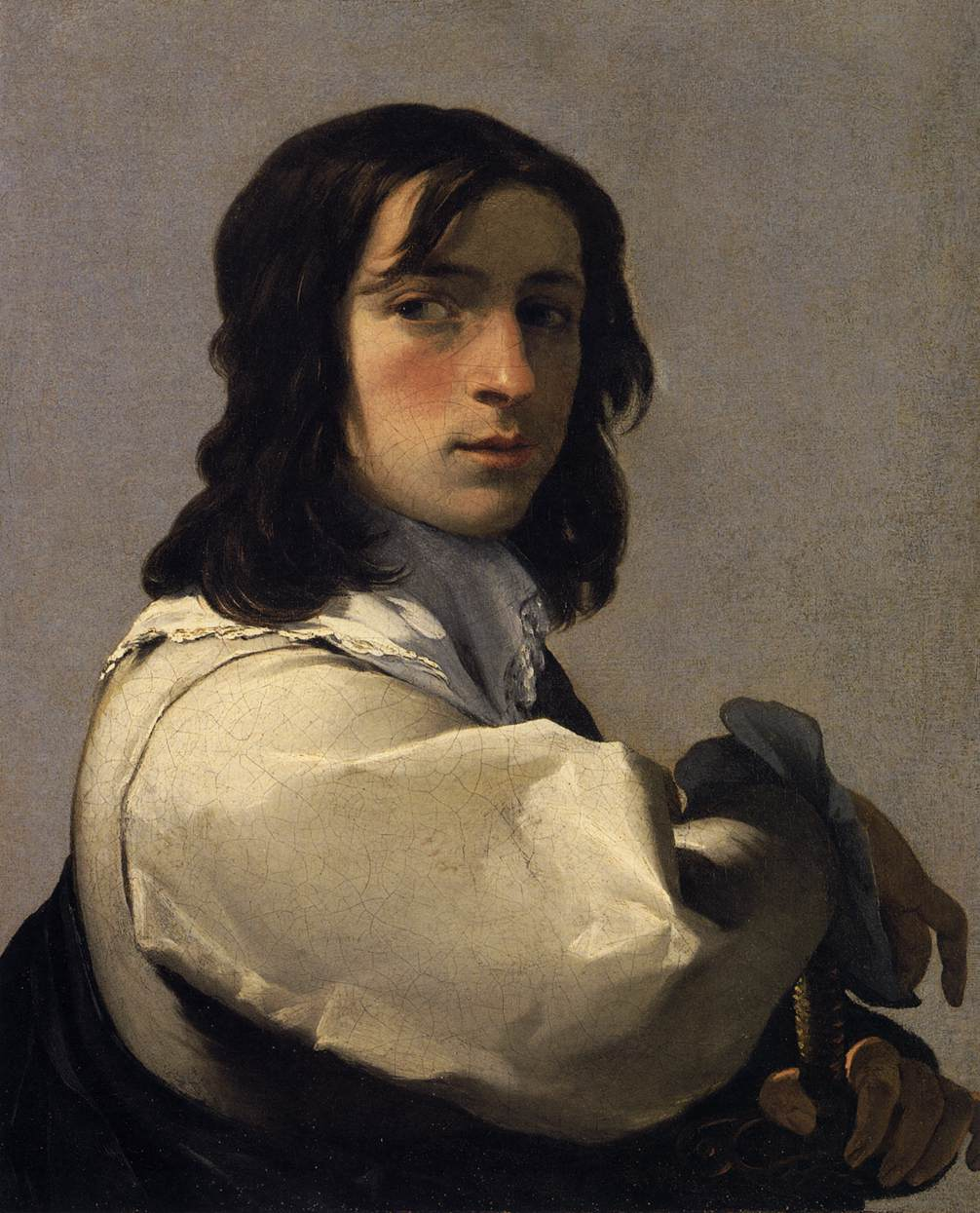
Portrait d'un jeune homme (vers 1640), Hartford, Wadsworth Atheneum.
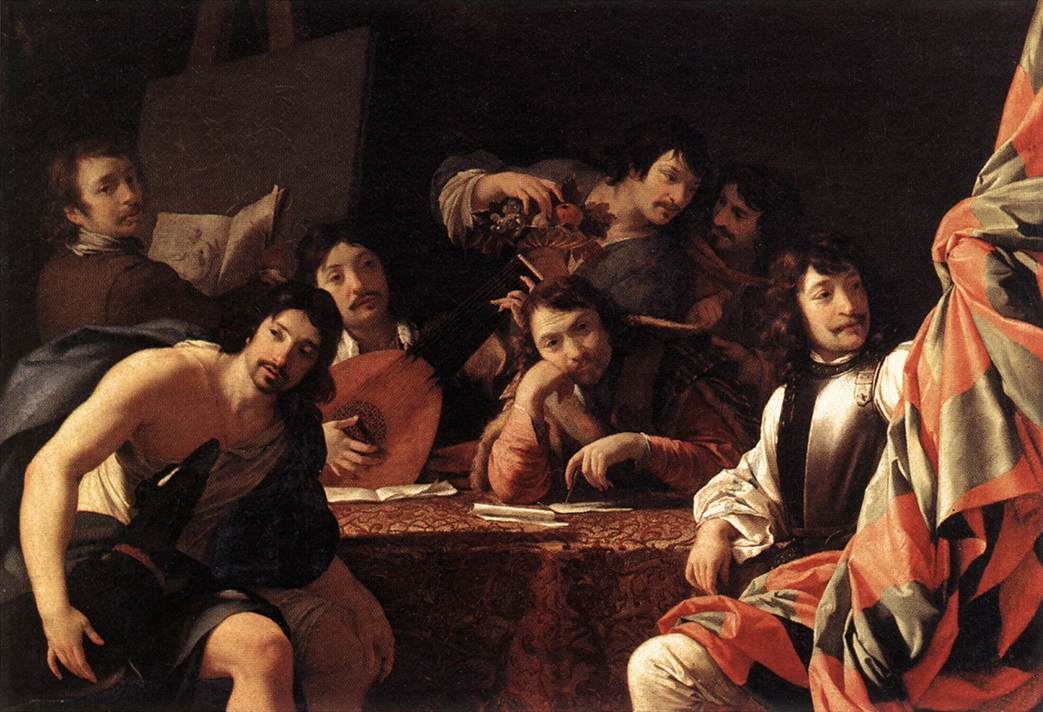
Réunion d'amis, (vers 1640), Paris, Musée du Louvre.
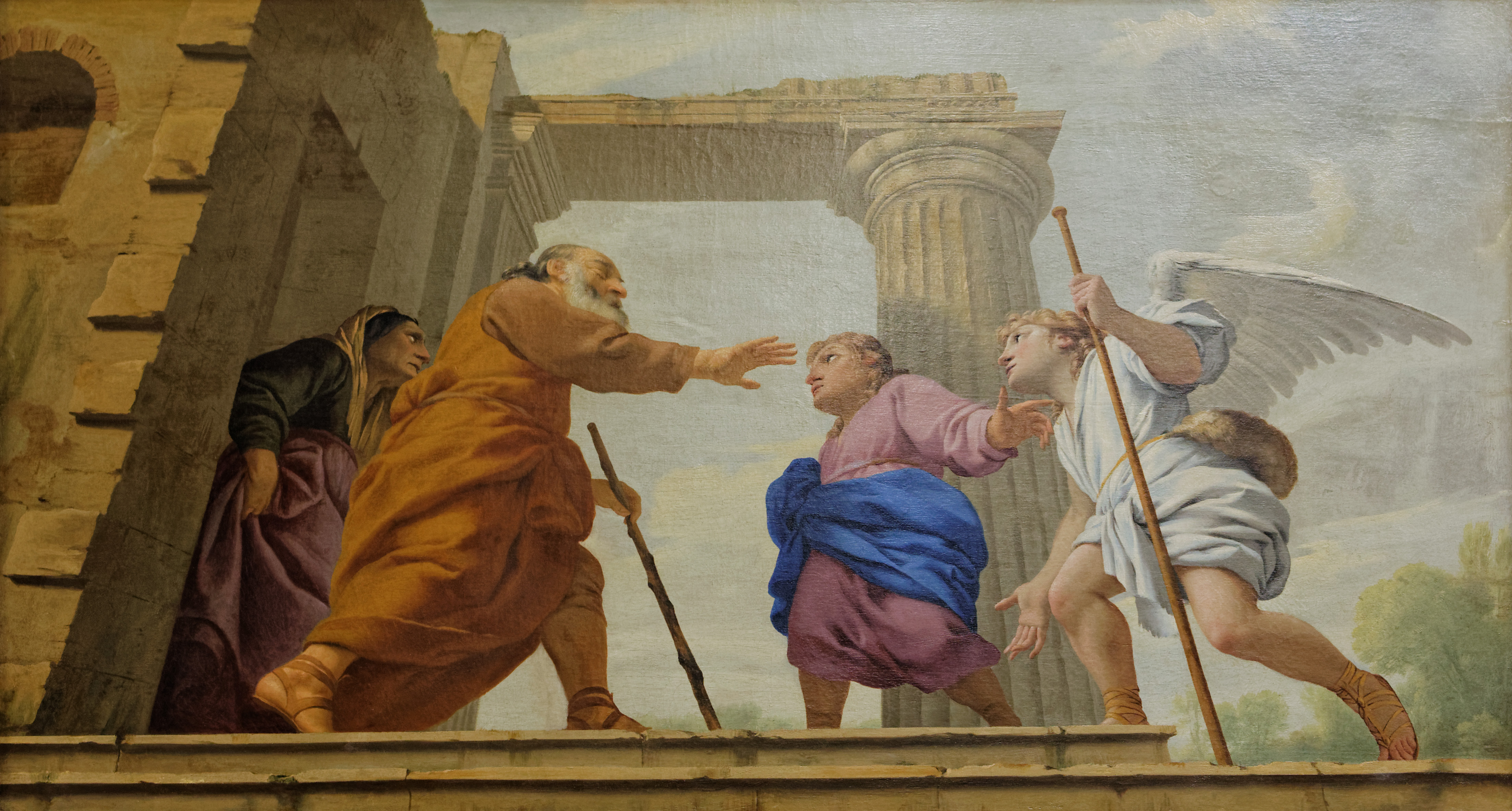
Le Retour de Tobie (vers 1640), Paris, musée du Louvre.
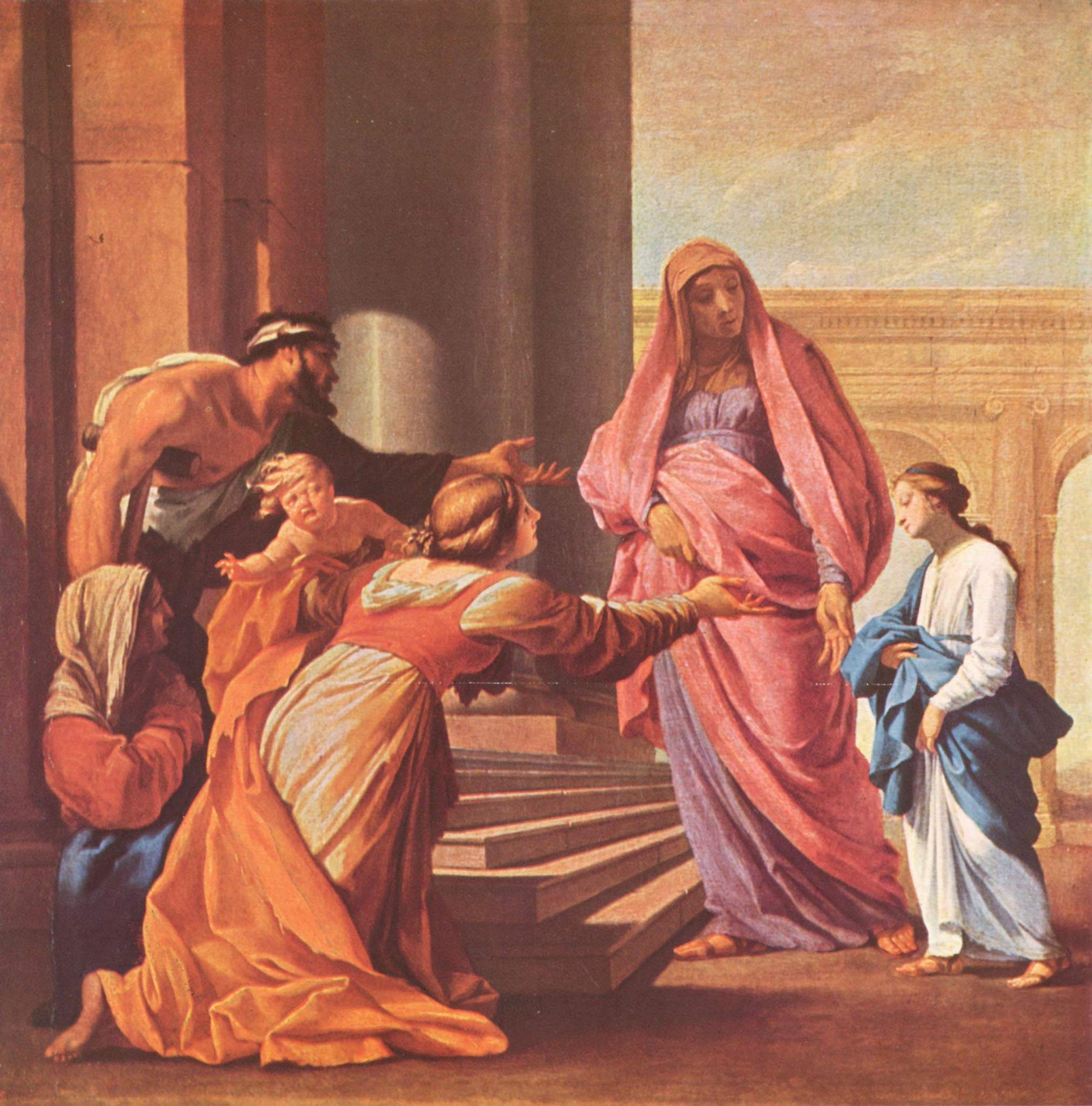
Présentation de la Vierge au Temple (vers 1640-1645), Saint-Pétersbourg, musée de l'Ermitage.
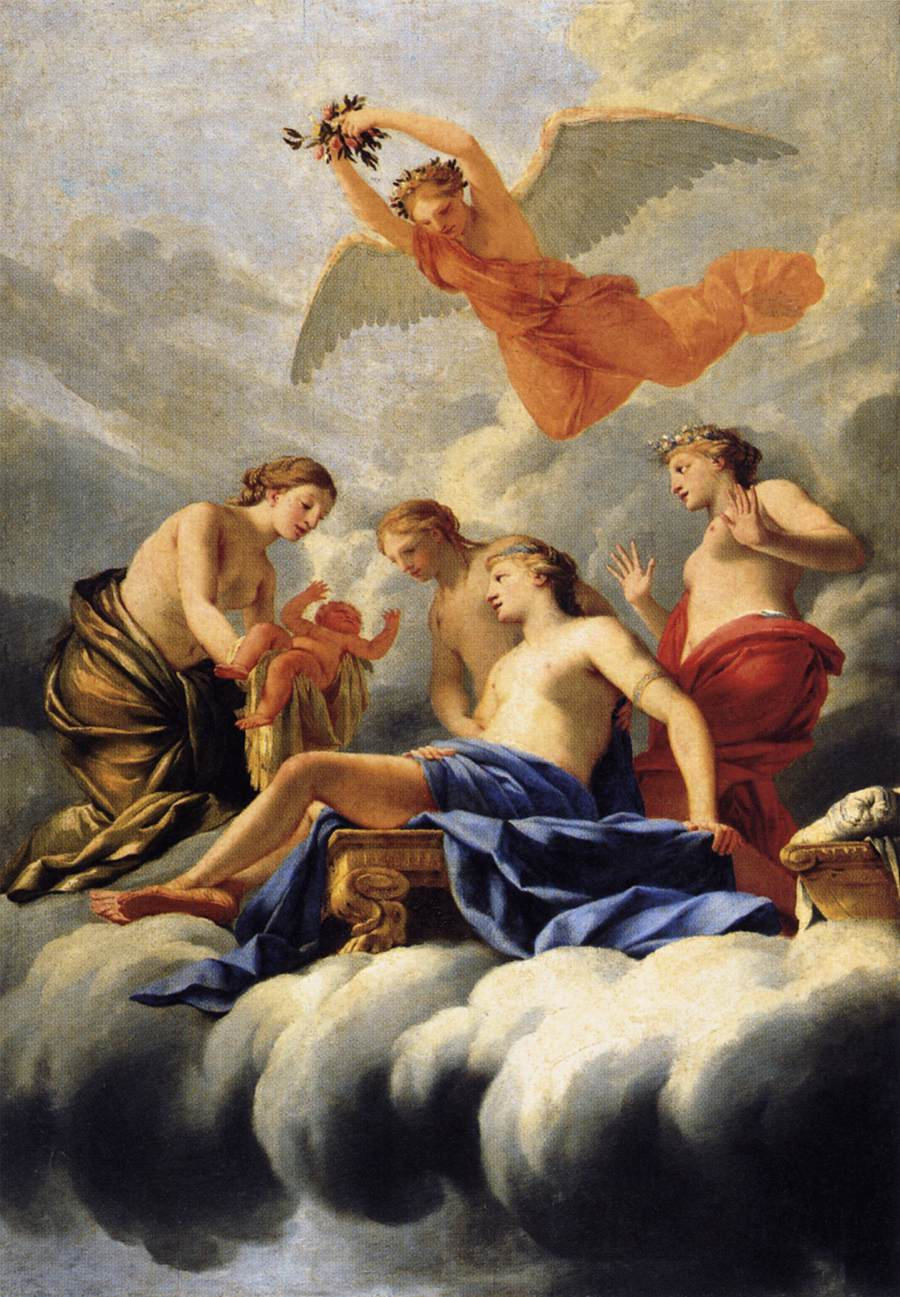
La Naissance de l'Amour (1645-1647), Paris, musée du Louvre.
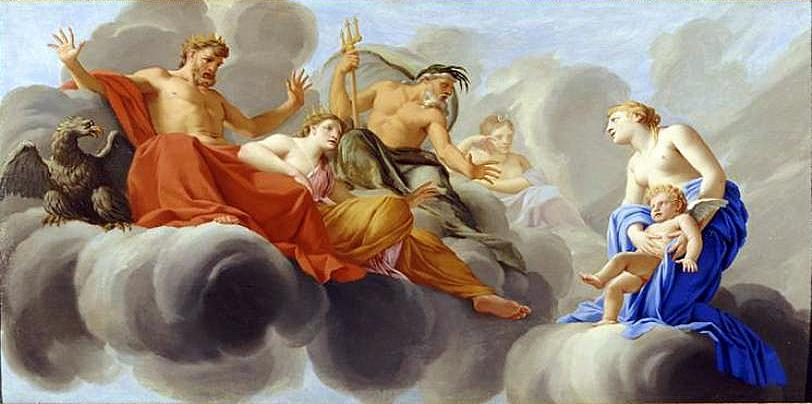
Vénus présente l'Amour à Jupiter (vers 1646-1647), Paris, musée du Louvre.
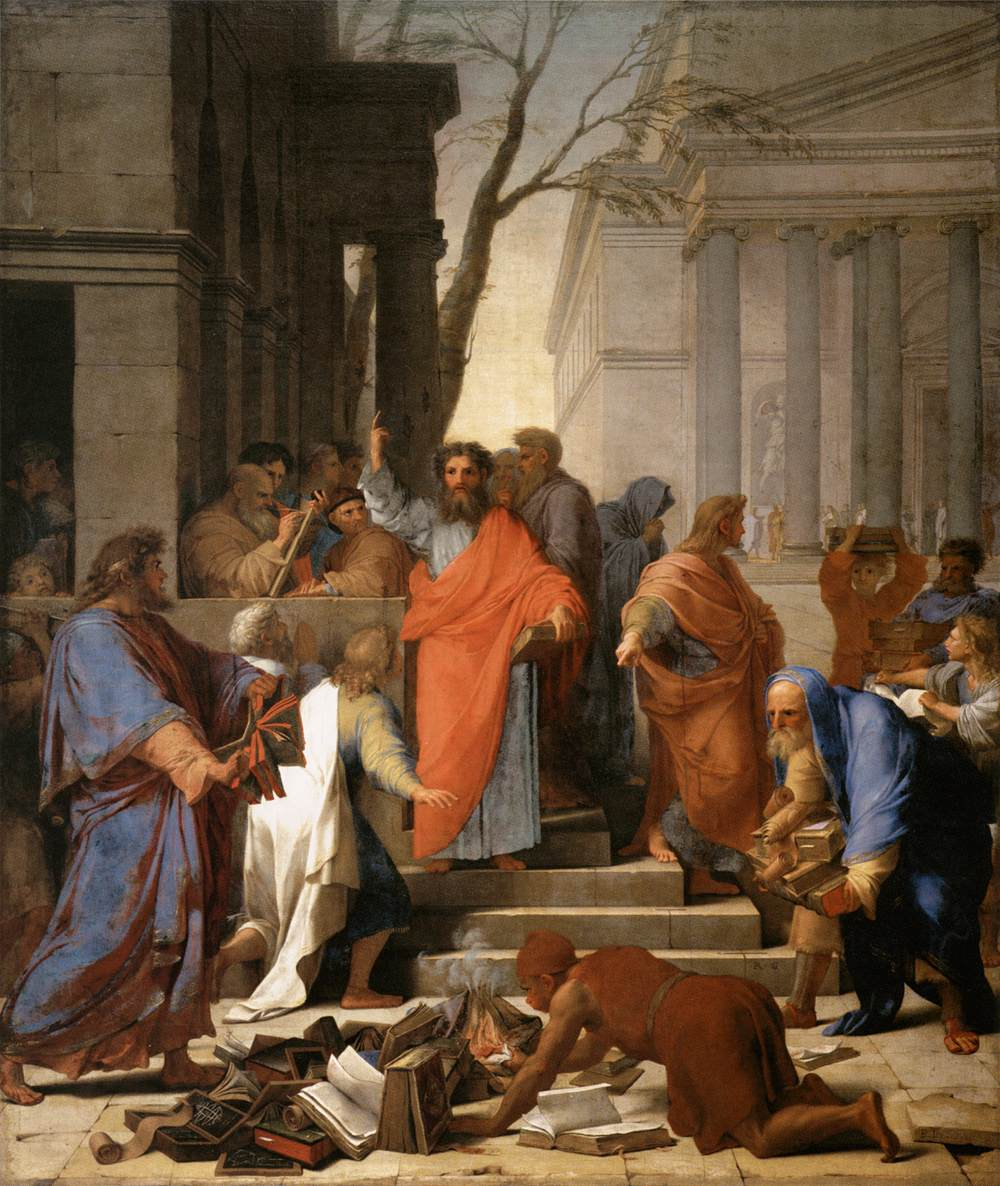
La Prédication de saint Paul à Ephèse, (1649), Paris, Musée du Louvre.
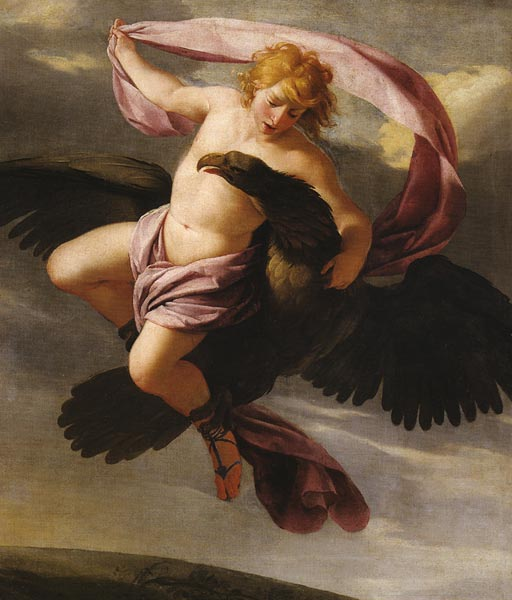
L'Enlèvement de Ganymède (vers 1650), Paris, musée du Louvre.
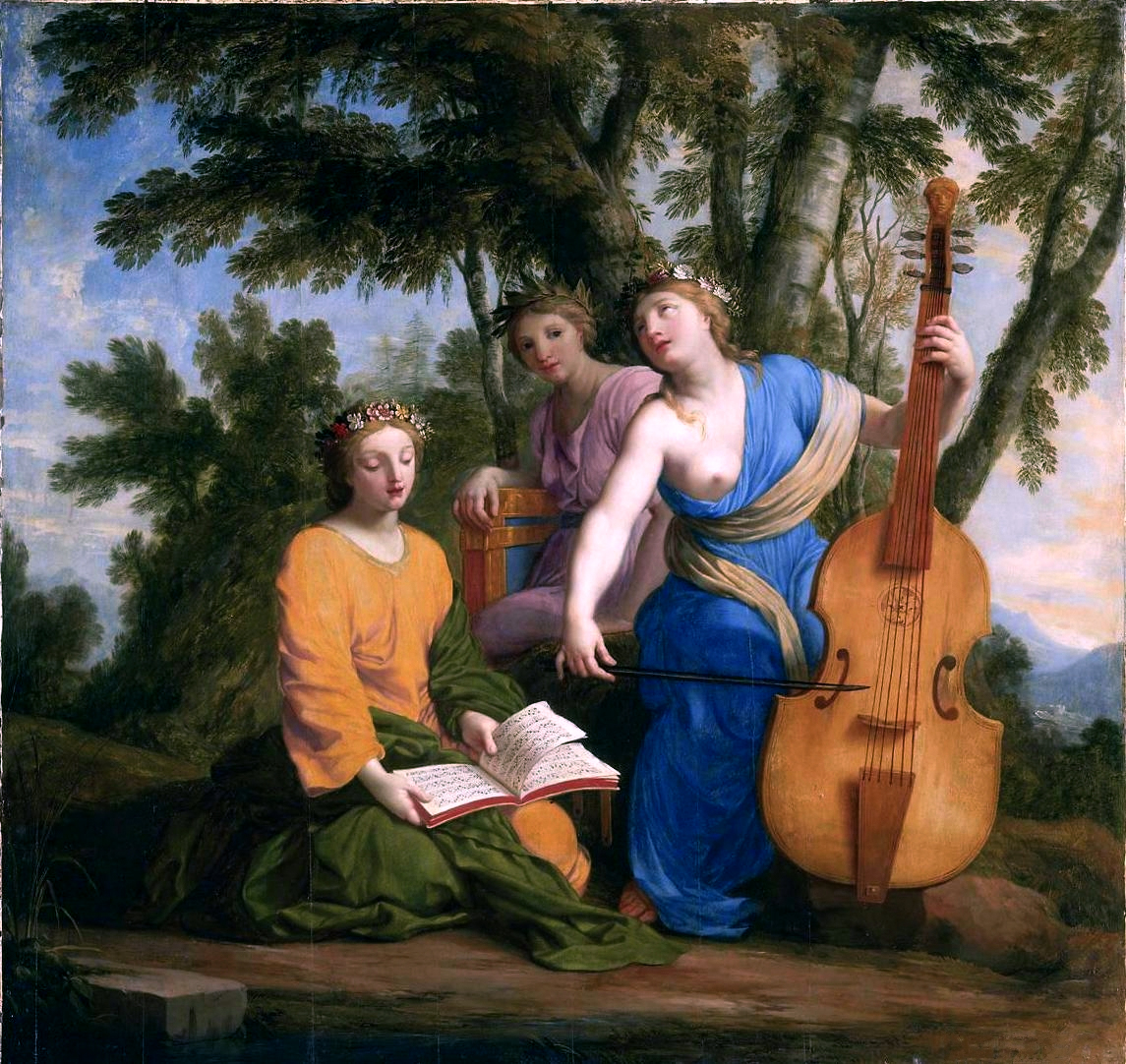
Melpomène, Érato et Polymnie (vers 1652-1655), Paris, musée du Louvre.
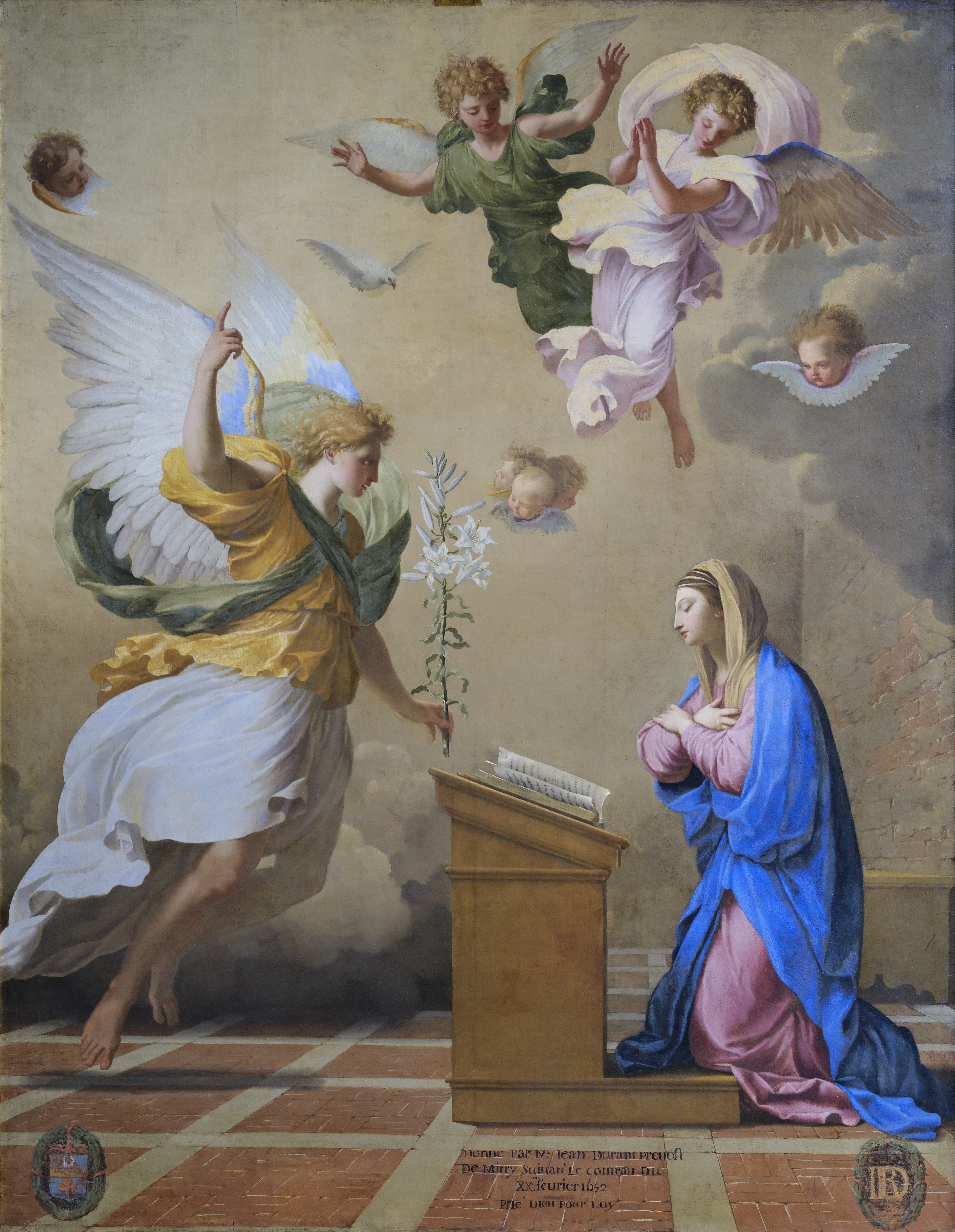
L'Annonciation, (vers 1652), Paris, Musée du Louvre.

## Collections publiques
Allemagne
- Munich, Alte Pinakothek : Le Christ chez Marthe et Marie de Béthanie, huile sur toile.

États-Unis
- Boston, musée des Beaux-Arts : Bacchus et Ariane, vers 1640, huile sur toile ;
- Chicago, Art Institute of Chicago : La Mansuétude, 1650, huile sur bois ;
- Dayton, Dayton Art Institute : Allégorie de la Magnificence, vers 1654, huile sur toile ;
- Hartford, Wadsworth Atheneum : Portrait d'un jeune homme, vers 1640, huile sur toile ;
- Los Angeles, J. Paul Getty Museum.
- New York, Metropolitan Museum of Art.
- Toledo, Museum of Art : L'Annonciation, 1650, huile sur toile.

France
- Chartres, musée des Beaux-Arts : L'ange Raphaël, bois, 81 × 53 cm, provient de l'hôtel Lambert, pour la décoration duquel il a été fait, acquis en 1876 à la vente Marcille (n° 44)[5].
- Dijon :
  - musée des Beaux-Arts : Le Christ sur la Croix, vers 1650, huile sur toile, 184 × 119 cm.
  - musée Magnin :
    - Diane découvrant la grossesse de Callisto, vers 1638-1639, huile sur toile ;
    - Le Songe de Polyphile, entre 1636 et 1644, huile sur toile, 94 × 156,4 cm ;
    - Femme à demi agenouillée, dessin préparatoire ;
    - L'Offrande, dessin préparatoire.
- Dunkerque, musée des Beaux-Arts.
- Grenoble, musée de Grenoble : L'Ange Raphaël révèle sa véritable nature à Tobie et à sa famille, et s'élève au ciel.
- Lyon, musée des Beaux-Arts : Le Martyre de saint Gervais et de saint Protais, 1652-1655, huile sur toile.
- Orléans, musée des Beaux-Arts:
  - Saint Bruno mortifiant son corps sur un lit d’épines, toile marouflée sur bois, 37 x 46 cm (disparu durant la Seconde Guerre mondiale)[6].            
  - Le Retour de Jephté, huile sur toile, 110 x 84 cm (disparu durant la Seconde Guerre mondiale)[7].
- Paris :
  - École nationale supérieure des beaux-arts : 
    - Étude pour Cléobis et Biton traînant leur mère dans un char, pierre noire, mise au carreau au crayon noir, indications de perspective à la sanguine, repassé au stylet pour le report, 26,3 × 21,5 cm[8]. Eustache Le Sueur s'illustre moins dans les sujets de l'histoire romaine. Il aborde ici un passage de l'Enquête d'Hérodote (I, 31) qui relate un événement vécu par Solon, glorifiant la puissance, l'héroïsme et le don de soi. La mise au carreau et les contours repassés indiquent que le dessin fut utilisé pour le report afin d'être gravé comme en témoigne la gravure de Bernard Picart[9] ;
    - Homme drapé portant une pile de livres, de profil à droite, pierre noire avec rehauts de blanc sur papier gris-brunâtre, 44,3 × 26,2 cm[10]. Ce dessin est à rapprocher de la toile La Prédication de saint Paul à Éphèse (Louvre) achevée par l'artiste en 1649. Ce dessin illustre sa démarche faite de repentirs successifs et de multiples études de figure et de détail. Dans le tableau, cet homme portant des livres s'oppose au vieillard courbé qui lui tient lieu de pendant. Les deux hommes encadrent le bourreau et l'amoncellement de livres que ce dernier s'efforce d'enflammer. Ils résument les premiers effets tangibles de la prédication (Actes des Apôtres, chapitre XIX)[11] ;
    - La Muse Terpsichore, pierre noire avec rehauts de blanc sur papier gris-brunâtre. Mise au carreau à la pierre noire, 39 × 26 cm[12]. Étude préparatoire pour la muse Terpsichore peinte par Le Sueur au cabinet des Muses de l’hôtel Lambert[13] ;
    - La Muse Érato, pierre noire avec rehauts de blanc sur papier gris-brunâtre avec mise au carreau à la pierre noire, 38 × 24,8 cm[14]. Ces deux dessins  sont préparatoires à des peintures devant s'insérer dans le décor de la chambre des Muses de la somptueuse demeure de Jean-Baptiste Lambert de Thorigny conçue par Louis Le Vau, commandées par le propriétaire dès 1644 et peintes entre 1652 et 1655. Le parti adopté est celui de la représentation de figures isolées. Ces dessins montrent le plus grand soin apporté à la mise en place et au rendu des drapés à l'antique, amples et lourds, qui donnent leur assise aux figures et mettent en évidence par contraste l'élégance de leurs formes et de leurs attitudes. Cependant, l'artiste est soucieux de donner une vie et une épaisseur aux muses. Leur attitude n'est pas hiératique mais empreinte de « naturel ». Les toiles auxquelles se rattachent ces dessins sont conservée au musée du Louvre ;
    - Femme agenouillée, pierre noire avec rehauts de blanc sur papier gris-brunâtre, 31,1 × 18,2 cm[15]. Ce dessin fait partie d'un ensemble de six autres qui permettent de retracer la genèse de la toile représentant Moïse sauvé des eaux, peinte vers 1652 (château de Betchworth, Grande Bretagne). La figure étudiée sur cette feuille est celle de la femme qui s'agenouille, émerveillée, devant la caisse de jonc enduite de bitume et de poix dans laquelle est couché le nouveau-né. Les recherches de l'artiste pour cette figure portent principalement sur la partie supérieure du vêtement, il délaisse délibérément d'autres détails. Ce dessin présente une phase intermédiaire de la détermination des figures qui composeront la scène finale ;
    - Étude de jeune homme tenant dans son dos un rouleau déployé, pierre noire avec rehauts de blanc sur papier gris-brunâtre, 43,7 × 25,3 cm[16]. La Tenture de saint Gervais et saint Protais est une commande de très grande ampleur passée à Le Sueur par les marguilliers de l'église parisienne éponyme en 1652. Une œuvre aussi complexe riche et savante, où l'on relève des emprunts à Dominiquin mais plus encore à Raphaël et à son école est précédée d'un considérable travail préparatoire de conception et de mise en place. Cette étude de jeune homme est très achevée et marque l'aboutissement des recherches pour la figure située sous la statue de Jupiter, qui « cale » la composition sur la gauche dans Saint Gervais et saint Protais conduits devant Astasius refusent de sacrifier aux idoles (musée du Louvre). Son enjeu principal est la mise en place du vêtement ;
    - Le Songe de saint Joseph, pierre noire, mine de plomb et lavis gris, 25,4 × 33,5 cm[17]. Ce dessin est une étude de composition caractéristique de Le Sueur dans les années 1650 mais il n'a pu être rapproché d'aucun tableau conservé. Il s'agit d'une étude pour le songe de Joseph relaté dans l’Évangile de Matthieu (I, 18-25). Dans cette feuille s'exprime l'aptitude de Le Sueur à traiter son sujet dans un espace serré presque entièrement occupé par des figures.

  - Église Saint-Roch : Résurrection du fils de la veuve de Naïm, 1640-1655, huile sur toile.
  - Musée du Louvre :
    - La Vierge et l'Enfant Jésus avec saint Jean-Baptiste, vers 1635-1645, huile sur toile, 111 × 95 cm ;
    - Le Retour de Tobie, vers 1640, huile sur toile ;
    - Cycle de la Vie de saint Bruno, comprenant 22 tableaux, dont Mort de saint Bruno le 6 octobre 1101, 1645-1648, huile sur toile, 193 × 130 cm ;
    - La Prédication de saint Paul à Éphèse, 1649, huile sur toile, 394 × 328 cm ;
    - L'Enlèvement de Ganymède, vers 1650, huile sur toile ;
    - Clio, Euterpe et Thalie, vers 1652-1655, huile sur toile ;
    - Melpomène, Érato et Polymnie, vers 1652-1655, huile sur toile ;
    - La Muse Uranie, huile sur toile ;
    - La Muse Calliope, huile sur toile ;
    - La Muse Terpsichore, vers 1652-1655, huile sur toile ;
    - L'Annonciation, vers 1652, huile sur toile.
- Rennes, musée des Beaux-Arts : Agar et Ismaël secourus par l'ange, vers 1648, huile sur toile, 159 × 114 cm.
- Rouen, musée des Beaux-Arts : Polyphile devant la reine Éleuthérilide, vers 1643-1644, huile sur toile, 97,5 × 117,5 cm ;
- Strasbourg, musée des Beaux-Arts : La Justice, 1650, huile sur bois.

Royaume-Uni
- Londres :
  - château de Windsor, Royal Collection.
  - National Gallery.

## Élèves
- Jean Clermont
- Claude Lefèbvre (1632-1675)

## Iconographie
- Honoré Jean Aristide Husson (1803-1864), Statue d'Eustache Le Sueur, vers 1850, Paris, façade du palais du Louvre[18].
- Daniel du Janerand (1919-1990), Eustache Le Sueur, médaille, Monnaie de Paris, 1975.